# Cerkiew św. Dymitra w Rastovacu
Cerkiew św. Dymitra – nieistniejąca prawosławna cerkiew w Rastovacu, w metropolii zagrzebsko-lublańskiej.
Według różnych źródeł została wzniesiona ok. 1700 lub ok. 1730 i odnowiona w 1760.
Została całkowicie (razem z ikonostasem i wyposażeniem wnętrza) spalona przez nacjonalistów chorwackich na początku wojny 1991–1995, mimo faktu, iż posiadała status zabytku klasy zerowej.